# Gulella salpinx
Gulella salpinx é uma espécie de gastrópode da família Streptaxidae.
É endémica da África do Sul.
Os seus habitats naturais são: florestas secas tropicais ou subtropicais e áreas rochosas.
Está ameaçada por perda de habitat.